# Bliżej (film)
Bliżej (ang. Closer) – amerykański film na podstawie sztuki Patricka Marbera o tym samym tytule. Opowiada on historię dwóch par: fotograf Anny (Julia Roberts) i dziennikarza piszącego nekrologi Dana (Jude Law) oraz dermatologa Larry’ego (Clive Owen) i tancerki w nocnych klubach Alice (Natalie Portman).

## Obsada
- Natalie Portman – Alice
- Jude Law – Dan
- Julia Roberts – Anna
- Clive Owen – Larry
- Colin Stinton – Oficer celny
- Nick Hobbs – Taksówkarz

## Nagrody i nominacje
Oscary za rok 2004
- Najlepszy aktor drugoplanowy – Clive Owen (nominacja)
- Najlepsza aktorka drugoplanowa – Natalie Portman (nominacja)

Złote Globy 2004
- Najlepszy aktor drugoplanowy – Clive Owen
- Najlepsza aktorka drugoplanowa – Natalie Portman
- Najlepszy dramat (nominacja)
- Najlepsza reżyseria – Mike Nichols (nominacja)
- Najlepszy scenariusz – Patrick Marber (nominacja)

Nagrody BAFTA 2004
- Najlepszy aktor drugoplanowy – Clive Owen
- Najlepszy scenariusz adaptowany – Patrick Marber (nominacja)
- Najlepsza aktorka drugoplanowa – Natalie Portman (nominacja)

Nagroda Satelita 2004
- Najlepszy scenariusz adaptowany – Patrick Marber (nominacja)
- Najlepszy montaż – John Bloom, Antonia Van Drimmelen (nominacja)
- Najlepszy aktor drugoplanowy w dramacie – Clive Owen (nominacja)
- Najlepsza aktorka drugoplanowa – Natalie Portman (nominacja)